# دومينيك تشيانيس
دومينيك تشيانيس (بالإنجليزية: Dominic Chianese)‏ مواليد 24 فبراير 1931 في ذا برونكس، نيويورك، الولايات المتحدة، هو ممثل أمريكي بدأ مسيرته الفنية سنة 1952.

## الأعمال

### أفلام
- الجزء الثاني (1974)
- عصر يوم قائظ (1975)
- كل رجال الرئيس (1976)
- ...والعدالة للجميع (1979)
- من أجل العدالة (1991)
- الخائنة (2002) (بدور: فرانك ويلسون)
- بطاريق السيد بوبر (2011)
- العائلة (2013)

### مسلسلات
- ريانز هوب (1981)
- كوسبي (1997)
- آل سوبرانو (1999)
- ذا غود وايف (2012)

## وصلات خارجية
- دومينيك تشيانيس على موقع IMDb (الإنجليزية)
- دومينيك تشيانيس على موقع روتن توميتوز (الإنجليزية)
- دومينيك تشيانيس على موقع ألو سيني (الفرنسية)
- دومينيك تشيانيس على موقع ميوزك برينز (الإنجليزية)
- دومينيك تشيانيس على موقع أول موفي (الإنجليزية)
- دومينيك تشيانيس على موقع قاعدة بيانات برودواي على الإنترنت (الإنجليزية)
- دومينيك تشيانيس على موقع قاعدة بيانات برودواي على الإنترنت (الإنجليزية)
- دومينيك تشيانيس على موقع قاعدة بيانات الأفلام السويدية (السويدية)
- دومينيك تشيانيس على موقع إن إن دي بي (الإنجليزية)
- دومينيك تشيانيس على موقع ديسكوغز (الإنجليزية)
- الموقع الرسمي